# Medagliati ai campionati del mondo di atletica leggera - Donne
Questa lista riporta l'elenco delle medagliate femminili ai Campionati del mondo di atletica leggera.
| Corse piane : 100 m - 200 m - 400 m - 800 m - 1 500 m - 3 000 m - 5 000 m - 10 000 m Corse a ostacoli : 100 m hs - 400 m hs - 3 000 m siepi Prove su strada : Maratona - Marcia 10 km - Marcia 10000 m - Marcia 20 km - Marcia 35 km - Marcia 50 km Salti : Asta - Alto - Lungo - Triplo Lanci : Peso - Disco - Martello - Giavellotto Prove multiple : Eptathlon Staffette : 4×100 m - 4×400 m |

## 100 metri piani
| Edizione                | Oro                     | Argento                 | Bronzo                  |
| ----------------------- | ----------------------- | ----------------------- | ----------------------- |
| Helsinki 1983           | Marlies Göhr            | Marita Koch             | Diane Williams          |
| Roma 1987               | Silke Möller            | Heike Drechsler         | Merlene Ottey           |
| Tokyo 1991              | Katrin Krabbe           | Gwen Torrence           | Merlene Ottey           |
| Stoccarda 1993          | Gail Devers             | Merlene Ottey           | Gwen Torrence           |
| Göteborg 1995           | Gwen Torrence           | Merlene Ottey           | Irina Privalova         |
| Atene 1997              | Marion Jones            | Žanna Pintusevyč-Blok   | Savatheda Fynes         |
| Siviglia 1999           | Marion Jones            | Inger Miller            | Aikaterinī Thanou       |
| Edmonton 2001           | Žanna Pintusevyč-Blok   | Aikaterinī Thanou       | Chandra Sturrup         |
| Parigi Saint-Denis 2003 | Torri Edwards           | Chandra Sturrup         | Aikaterinī Thanou       |
| Helsinki 2005           | Lauryn Williams         | Veronica Campbell-Brown | Christine Arron         |
| Osaka 2007              | Veronica Campbell-Brown | Lauryn Williams         | Carmelita Jeter         |
| Berlino 2009            | Shelly-Ann Fraser-Pryce | Kerron Stewart          | Carmelita Jeter         |
| Taegu 2011              | Carmelita Jeter         | Veronica Campbell-Brown | Kelly-Ann Baptiste      |
| Mosca 2013              | Shelly-Ann Fraser-Pryce | Murielle Ahouré         | Carmelita Jeter         |
| Pechino 2015            | Shelly-Ann Fraser-Pryce | Dafne Schippers         | Tori Bowie              |
| Londra 2017             | Tori Bowie              | Marie-Josée Ta Lou      | Dafne Schippers         |
| Doha 2019               | Shelly-Ann Fraser-Pryce | Dina Asher-Smith        | Marie-Josée Ta Lou      |
| Oregon 2022             | Shelly-Ann Fraser-Pryce | Shericka Jackson        | Elaine Thompson-Herah   |
| Budapest 2023           | Sha'Carri Richardson    | Shericka Jackson        | Shelly-Ann Fraser-Pryce |

## 200 metri piani
| Edizione                | Oro                      | Argento                  | Bronzo                        |
| ----------------------- | ------------------------ | ------------------------ | ----------------------------- |
| Helsinki 1983           | Marita Koch              | Merlene Ottey            | Kathy Smallwood-Cook          |
| Roma 1987               | Silke Möller             | Florence Griffith-Joyner | Merlene Ottey                 |
| Tokyo 1991              | Katrin Krabbe            | Gwen Torrence            | Merlene Ottey                 |
| Stoccarda 1993          | Merlene Ottey            | Gwen Torrence            | Irina Privalova               |
| Göteborg 1995           | Merlene Ottey            | Irina Privalova          | Galina Mal'čugina             |
| Atene 1997              | Žanna Pintusevyč-Blok    | Susanthika Jayasinghe    | Merlene Ottey                 |
| Siviglia 1999           | Inger Miller             | Beverly McDonald         | Andrea Philipp Merlene Frazer |
| Edmonton 2001           | Debbie Ferguson-McKenzie | LaTasha Jenkins          | Cydonie Mothersille           |
| Parigi Saint-Denis 2003 | Anastasija Kapačinskaja  | Torri Edwards            | Muriel Hurtis                 |
| Helsinki 2005           | Allyson Felix            | Rachelle Boone-Smith     | Christine Arron               |
| Osaka 2007              | Allyson Felix            | Veronica Campbell-Brown  | Susanthika Jayasinghe         |
| Berlino 2009            | Allyson Felix            | Veronica Campbell-Brown  | Debbie Ferguson-McKenzie      |
| Taegu 2011              | Veronica Campbell-Brown  | Carmelita Jeter          | Allyson Felix                 |
| Mosca 2013              | Shelly-Ann Fraser-Pryce  | Murielle Ahouré          | Blessing Okagbare             |
| Pechino 2015            | Dafne Schippers          | Elaine Thompson          | Veronica Campbell-Brown       |
| Londra 2017             | Dafne Schippers          | Marie-Josée Ta Lou       | Shaunae Miller-Uibo           |
| Doha 2019               | Dina Asher-Smith         | Brittany Brown           | Mujinga Kambundji             |
| Oregon 2022             | Shericka Jackson         | Shelly-Ann Fraser-Pryce  | Dina Asher-Smith              |
| Budapest 2023           | Shericka Jackson         | Gabrielle Thomas         | Sha'Carri Richardson          |

## 400 metri piani
| Edizione                | Oro                      | Argento                | Bronzo                  |
| ----------------------- | ------------------------ | ---------------------- | ----------------------- |
| Helsinki 1983           | Jarmila Kratochvílová    | Taťána Kocembová       | Marija Pinigina         |
| Roma 1987               | Ol'ha Bryzhina           | Petra Schersing        | Kirsten Emmelmann       |
| Tokyo 1991              | Marie-José Pérec         | Grit Breuer            | Sandra Myers            |
| Stoccarda 1993          | Jearl Miles-Clark        | Natasha Kaiser-Brown   | Sandie Richards         |
| Göteborg 1995           | Marie-José Pérec         | Pauline Davis-Thompson | Jearl Miles-Clark       |
| Atene 1997              | Cathy Freeman            | Sandie Richards        | Jearl Miles-Clark       |
| Siviglia 1999           | Cathy Freeman            | Anja Rücker            | Lorraine Fenton         |
| Edmonton 2001           | Amy Mbacké Thiam         | Lorraine Fenton        | Ana Guevara             |
| Parigi Saint-Denis 2003 | Ana Guevara              | Lorraine Fenton        | Amy Mbacké Thiam        |
| Helsinki 2005           | Tonique Williams-Darling | Sanya Richards-Ross    | Ana Guevara             |
| Osaka 2007              | Christine Ohuruogu       | Nicola Sanders         | Novlene Williams-Mills  |
| Berlino 2009            | Sanya Richards-Ross      | Shericka Williams      | Antonina Krivošapka     |
| Taegu 2011              | Amantle Montsho          | Allyson Felix          | Anastasija Kapačinskaja |
| Mosca 2013              | Christine Ohuruogu       | Amantle Montsho        | Antonina Krivošapka     |
| Pechino 2015            | Allyson Felix            | Shaunae Miller-Uibo    | Shericka Jackson        |
| Londra 2017             | Phyllis Francis          | Salwa Eid Naser        | Allyson Felix           |
| Doha 2019               | Salwa Eid Naser          | Shaunae Miller-Uibo    | Shericka Jackson        |
| Oregon 2022             | Shaunae Miller-Uibo      | Marileidy Paulino      | Sada Williams           |
| Budapest 2023           | Marileidy Paulino        | Natalia Kaczmarek      | Sada Williams           |

## 800 metri piani
| Edizione                | Oro                   | Argento            | Bronzo               |
| ----------------------- | --------------------- | ------------------ | -------------------- |
| Helsinki 1983           | Jarmila Kratochvílová | Ljubov' Gurina     | Ekaterina Podkopaeva |
| Roma 1987               | Sigrun Wodars         | Christine Wachtel  | Ljubov' Gurina       |
| Tokyo 1991              | Lilija Nurutdinova    | Ana Fidelia Quirot | Ella Kovacs          |
| Stoccarda 1993          | Maria Mutola          | Ljubov' Gurina     | Ella Kovacs          |
| Göteborg 1995           | Ana Fidelia Quirot    | Letitia Vriesde    | Kelly Holmes         |
| Atene 1997              | Ana Fidelia Quirot    | Elena Afanasjeva   | Maria Mutola         |
| Siviglia 1999           | Ludmila Formanová     | Maria Mutola       | Svetlana Masterkova  |
| Edmonton 2001           | Maria Mutola          | Stephanie Graf     | Letitia Vriesde      |
| Parigi Saint-Denis 2003 | Maria Mutola          | Kelly Holmes       | Natal'ja Chruščelëva |
| Helsinki 2005           | Zulia Calatayud       | Hasna Benhassi     | Maria Mutola         |
| Osaka 2007              | Janeth Jepkosgei      | Hasna Benhassi     | Mayte Martínez       |
| Berlino 2009            | Caster Semenya        | Janeth Jepkosgei   | Jenny Meadows        |
| Taegu 2011              | Caster Semenya        | Janeth Jepkosgei   | Alysia Montaño       |
| Mosca 2013              | Eunice Sum            | Marija Savinova    | Brenda Martinez      |
| Pechino 2015            | Marina Arzamasova     | Melissa Bishop     | Eunice Sum           |
| Londra 2017             | Caster Semenya        | Francine Niyonsaba | Ajeé Wilson          |
| Doha 2019               | Halimah Nakaayi       | Raevyn Rogers      | Ajeé Wilson          |
| Oregon 2022             | Athing Mu             | Keely Hodgkinson   | Mary Moraa           |
| Budapest 2023           | Mary Moraa            | Keely Hodgkinson   | Athing Mu            |

## 1500 metri piani
| Edizione                | Oro                           | Argento                       | Bronzo               |
| ----------------------- | ----------------------------- | ----------------------------- | -------------------- |
| Helsinki 1983           | Mary Decker                   | Zamira Zaytseva               | Ekaterina Podkopaeva |
| Roma 1987               | Tat'jana Samolenko-Dorovskich | Hildegard Körner              | Doina Melinte        |
| Tokyo 1991              | Hassiba Boulmerka             | Tat'jana Samolenko-Dorovskich | Ljudmila Rogačëva    |
| Stoccarda 1993          | Liu Dong                      | Sonia O'Sullivan              | Hassiba Boulmerka    |
| Göteborg 1995           | Hassiba Boulmerka             | Kelly Holmes                  | Carla Sacramento     |
| Atene 1997              | Carla Sacramento              | Regina Jacobs                 | Anita Weyermann      |
| Siviglia 1999           | Svetlana Masterkova           | Regina Jacobs                 | Kutre Dulecha        |
| Edmonton 2001           | Gabriela Szabó                | Violeta Szekely               | Natal'ja Gorelova    |
| Parigi Saint-Denis 2003 | Tat'jana Tomašova             | Süreyya Ayhan                 | Hayley Tullett       |
| Helsinki 2005           | Tat'jana Tomašova             | Ol'ga Egorova                 | Bouchra Ghezielle    |
| Osaka 2007              | Maryam Yusuf Jamal            | Iryna Liščyns'ka              | Daniela Jordanova    |
| Berlino 2009            | Maryam Yusuf Jamal            | Lisa Dobriskey                | Shannon Rowbury      |
| Taegu 2011              | Jennifer Simpson              | Hannah England                | Natalia Rodríguez    |
| Mosca 2013              | Abeba Aregawi                 | Jennifer Simpson              | Hellen Obiri         |
| Pechino 2015            | Genzebe Dibaba                | Faith Kipyegon                | Sifan Hassan         |
| Londra 2017             | Faith Kipyegon                | Jennifer Simpson              | Caster Semenya       |
| Doha 2019               | Sifan Hassan                  | Faith Kipyegon                | Gudaf Tsegay         |
| Oregon 2022             | Faith Kipyegon                | Gudaf Tsegay                  | Laura Muir           |
| Budapest 2023           | Faith Kipyegon                | Diribe Welteji                | Sifan Hassan         |

## 3000 metri piani
| Edizione       | Oro                           | Argento         | Bronzo             |
| -------------- | ----------------------------- | --------------- | ------------------ |
| Sittard 1980   | Birgit Friedmann              | Karoline Nemetz | Ingrid Kristiansen |
| Helsinki 1983  | Mary Decker                   | Brigitte Kraus  | Tat'jana Kazankina |
| Roma 1987      | Tat'jana Samolenko-Dorovskich | Maricica Puică  | Ulrike Bruns       |
| Tokyo 1991     | Tat'jana Samolenko-Dorovskich | Elena Romanova  | Susan Sirma        |
| Stoccarda 1993 | Qu Yunxia                     | Zhang Linli     | Zhang Lirong       |

## 5000 metri piani
| Edizione                | Oro              | Argento            | Bronzo                    |
| ----------------------- | ---------------- | ------------------ | ------------------------- |
| Göteborg 1995           | Sonia O'Sullivan | Fernanda Ribeiro   | Zahra Ouaziz              |
| Atene 1997              | Gabriela Szabó   | Roberta Brunet     | Fernanda Ribeiro          |
| Siviglia 1999           | Gabriela Szabó   | Zahra Ouaziz       | Ayelech Worku             |
| Edmonton 2001           | Ol'ga Egorova    | Marta Domínguez    | Ayelech Worku             |
| Parigi Saint-Denis 2003 | Tirunesh Dibaba  | Marta Domínguez    | Edith Masai               |
| Helsinki 2005           | Tirunesh Dibaba  | Meseret Defar      | Ejegayehu Dibaba          |
| Osaka 2007              | Meseret Defar    | Vivian Cheruiyot   | Priscah Jepleting Cherono |
| Berlino 2009            | Vivian Cheruiyot | Sylvia Kibet       | Meseret Defar             |
| Taegu 2011              | Vivian Cheruiyot | Sylvia Kibet       | Meseret Defar             |
| Mosca 2013              | Meseret Defar    | Mercy Cherono      | Almaz Ayana               |
| Pechino 2015            | Almaz Ayana      | Senbere Teferi     | Genzebe Dibaba            |
| Londra 2017             | Hellen Obiri     | Almaz Ayana        | Sifan Hassan              |
| Doha 2019               | Hellen Obiri     | Margaret Kipkemboi | Konstanze Klosterhalfen   |
| Oregon 2022             | Gudaf Tsegay     | Beatrice Chebet    | Dawit Seyaum              |
| Budapest 2023           | Faith Kipyegon   | Sifan Hassan       | Beatrice Chebet           |

## 10000 metri piani
| Edizione                | Oro                | Argento           | Bronzo             |
| ----------------------- | ------------------ | ----------------- | ------------------ |
| Roma 1987               | Ingrid Kristiansen | Olena Župieva     | Kathrin Weßel      |
| Tokyo 1991              | Liz McColgan       | Zhong Huandi      | Wang Xiuting       |
| Stoccarda 1993          | Wang Junxia        | Zhong Huandi      | Sally Barsosio     |
| Göteborg 1995           | Fernanda Ribeiro   | Derartu Tulu      | Tegla Loroupe      |
| Atene 1997              | Sally Barsosio     | Fernanda Ribeiro  | Masako Chiba       |
| Siviglia 1999           | Gete Wami          | Paula Radcliffe   | Tegla Loroupe      |
| Edmonton 2001           | Derartu Tulu       | Berhane Adere     | Gete Wami          |
| Parigi Saint-Denis 2003 | Berhane Adere      | Werknesh Kidane   | Sun Yingjie        |
| Helsinki 2005           | Tirunesh Dibaba    | Berhane Adere     | Ejegayehu Dibaba   |
| Osaka 2007              | Tirunesh Dibaba    | Elvan Abeylegesse | Kara Goucher       |
| Berlino 2009            | Linet Masai        | Meselech Melkamu  | Wude Ayalew        |
| Taegu 2011              | Vivian Cheruiyot   | Sally Kipyego     | Linet Masai        |
| Mosca 2013              | Tirunesh Dibaba    | Gladys Cherono    | Belaynesh Oljira   |
| Pechino 2015            | Vivian Cheruiyot   | Gelete Burka      | Emily Infeld       |
| Londra 2017             | Almaz Ayana        | Tirunesh Dibaba   | Agnes Tirop        |
| Doha 2019               | Sifan Hassan       | Letesenbet Gidey  | Agnes Tirop        |
| Oregon 2022             | Letesenbet Gidey   | Hellen Obiri      | Margaret Kipkemboi |
| Budapest 2023           | Gudaf Tsegay       | Letesenbet Gidey  | Ejgayehu Taye      |

## 100 metri ostacoli
| Edizione                | Oro                    | Argento                 | Bronzo                 |
| ----------------------- | ---------------------- | ----------------------- | ---------------------- |
| Helsinki 1983           | Bettine Jahn           | Kerstin Knabe           | Ginka Zagorčeva        |
| Roma 1987               | Ginka Zagorčeva        | Gloria Siebert          | Cornelia Oschkenat     |
| Tokyo 1991              | Ludmila Engquist       | Gail Devers             | Natalya Grigoryeva     |
| Stoccarda 1993          | Gail Devers            | Marina Azjabina         | Lynda Tolbert-Goode    |
| Göteborg 1995           | Gail Devers            | Ol'ga Şişigina          | Julija Graudyn'        |
| Atene 1997              | Ludmila Engquist       | Svetla Dimitrova        | Michelle Freeman       |
| Siviglia 1999           | Gail Devers            | Glory Alozie            | Ludmila Engquist       |
| Edmonton 2001           | Anjanette Kirkland     | Gail Devers             | Ol'ga Şişigina         |
| Parigi Saint-Denis 2003 | Perdita Felicien       | Brigitte Foster-Hylton  | Miesha McKelvy-Jones   |
| Helsinki 2005           | Michelle Perry         | Delloreen Ennis-London  | Brigitte Foster-Hylton |
| Osaka 2007              | Michelle Perry         | Perdita Felicien        | Delloreen Ennis-London |
| Berlino 2009            | Brigitte Foster-Hylton | Priscilla Lopes-Schliep | Delloreen Ennis-London |
| Taegu 2011              | Sally Pearson          | Danielle Carruthers     | Dawn Harper-Nelson     |
| Mosca 2013              | Brianna Rollins        | Sally Pearson           | Tiffany Porter         |
| Pechino 2015            | Danielle Williams      | Cindy Roleder           | Alina Talaj            |
| Londra 2017             | Sally Pearson          | Dawn Harper-Nelson      | Pamela Dutkiewicz      |
| Doha 2019               | Nia Ali                | Kendra Harrison         | Danielle Williams      |
| Oregon 2022             | Tobi Amusan            | Britany Anderson        | Jasmine Camacho-Quinn  |
| Budapest 2023           | Danielle Williams      | Jasmine Camacho-Quinn   | Kendra Harrison        |

## 400 metri ostacoli
| Edizione                | Oro                 | Argento               | Bronzo                |
| ----------------------- | ------------------- | --------------------- | --------------------- |
| Sittard 1980            | Bärbel Broschat     | Ellen Neumann-Fiedler | Petra Pfaff           |
| Helsinki 1983           | Ekaterina Fesenko   | Ana Ambrazienė        | Ellen Neumann-Fiedler |
| Roma 1987               | Sabine Busch        | Debbie Flintoff-King  | Cornelia Feuerbach    |
| Tokyo 1991              | Tat'jana Ledovskaja | Sally Gunnell         | Janeene Vickers       |
| Stoccarda 1993          | Sally Gunnell       | Sandra Farmer-Patrick | Margarita Ponomarëva  |
| Göteborg 1995           | Kim Batten          | Tonja Buford-Bailey   | Deon Hemmings         |
| Atene 1997              | Nezha Bidouane      | Deon Hemmings         | Kim Batten            |
| Siviglia 1999           | Daimí Pernía        | Nezha Bidouane        | Deon Hemmings         |
| Edmonton 2001           | Nezha Bidouane      | Julija Pečënkina      | Daimí Pernía          |
| Parigi Saint-Denis 2003 | Jana Pittman        | Sandra Glover         | Julija Pečënkina      |
| Helsinki 2005           | Julija Pečënkina    | Lashinda Demus        | Sandra Glover         |
| Osaka 2007              | Jana Pittman        | Julija Pečënkina      | Anna Jesień           |
| Berlino 2009            | Melaine Walker      | Lashinda Demus        | Josanne Lucas         |
| Taegu 2011              | Lashinda Demus      | Melaine Walker        | Natal'ja Antjuch      |
| Mosca 2013              | Zuzana Hejnová      | Dalilah Muhammad      | Lashinda Demus        |
| Pechino 2015            | Zuzana Hejnová      | Shamier Little        | Cassandra Tate        |
| Londra 2017             | Kori Carter         | Dalilah Muhammad      | Ristananna Tracey     |
| Doha 2019               | Dalilah Muhammad    | Sydney McLaughlin     | Rushell Clayton       |
| Oregon 2022             | Sydney McLaughlin   | Femke Bol             | Dalilah Muhammad      |
| Budapest 2023           | Femke Bol           | Shamier Little        | Rushell Clayton       |

## 3000 metri siepi
| Edizione      | Oro                | Argento                    | Bronzo                    |
| ------------- | ------------------ | -------------------------- | ------------------------- |
| Helsinki 2005 | Dorcus Inzikuru    | Ekaterina Volkova          | Jeruto Kiptum             |
| Osaka 2007    | Ekaterina Volkova  | Tat'jana Petrova Archipova | Eunice Jepkorir           |
| Berlino 2009  | Julija Zaripova    | Milcah Cheywa              | Gul'nara Samitova-Galkina |
| Taegu 2011    | Habiba Ghribi      | Milcah Cheywa              | Mercy Wanjiku             |
| Mosca 2013    | Milcah Cheywa      | Lidya Chepkurui            | Sofia Assefa              |
| Pechino 2015  | Hyvin Kiyeng       | Habiba Ghribi              | Gesa Felicitas Krause     |
| Londra 2017   | Emma Coburn        | Courtney Frerichs          | Hyvin Kiyeng              |
| Doha 2019     | Beatrice Chepkoech | Emma Coburn                | Gesa Felicitas Krause     |
| Oregon 2022   | Norah Jeruto       | Werkuha Getachew           | Mekides Abebe             |
| Budapest 2023 | Winfred Yavi       | Beatrice Chepkoech         | Faith Cherotich           |

## Maratona
| Edizione                | Oro                | Argento             | Bronzo                 |
| ----------------------- | ------------------ | ------------------- | ---------------------- |
| Helsinki 1983           | Grete Waitz        | Marianne Dickerson  | Raisa Smekhnova        |
| Roma 1987               | Rosa Mota          | Zoja Ivanova        | Jocelyne Villeton      |
| Tokyo 1991              | Wanda Panfil       | Sachiko Yamashita   | Katrin Dörre-Heinig    |
| Stoccarda 1993          | Junko Asari        | Manuela Machado     | Tomoe Abe              |
| Göteborg 1995           | Manuela Machado    | Anuţa Cătună        | Ornella Ferrara        |
| Atene 1997              | Hiromi Suzuki      | Manuela Machado     | Lidia Șimon            |
| Siviglia 1999           | Jong Song-ok       | Ari Ichihashi       | Lidia Șimon            |
| Edmonton 2001           | Lidia Șimon        | Reiko Tosa          | Svetlana Zacharova     |
| Parigi Saint-Denis 2003 | Catherine Ndereba  | Mizuki Noguchi      | Masako Chiba           |
| Helsinki 2005           | Paula Radcliffe    | Catherine Ndereba   | Constantina Diță       |
| Osaka 2007              | Catherine Ndereba  | Zhou Chunxiu        | Reiko Tosa             |
| Berlino 2009            | Bai Xue            | Yoshimi Ozaki       | Aselefech Mergia       |
| Taegu 2011              | Edna Kiplagat      | Priscah Jeptoo      | Sharon Cherop          |
| Mosca 2013              | Edna Kiplagat      | Valeria Straneo     | Kayoko Fukushi         |
| Pechino 2015            | Mare Dibaba        | Helah Kiprop        | Eunice Kirwa           |
| Londra 2017             | Rose Chelimo       | Edna Kiplagat       | Amy Cragg              |
| Doha 2019               | Ruth Chepngetich   | Rose Chelimo        | Helalia Johannes       |
| Oregon 2022             | Gotytom Gebreslase | Judith Jeptum Korir | Lonah Chemtai Salpeter |
| Budapest 2023           | Amane Shankule     | Gotytom Gebreslase  | Fatima Ezzahra Gardadi |

## Marcia 10 km
| Edizione       | Oro             | Argento            | Bronzo           |
| -------------- | --------------- | ------------------ | ---------------- |
| Roma 1987      | Irina Strachova | Kerry Saxby-Junna  | Yan Hong         |
| Tokyo 1991     | Alina Ivanova   | Madelein Svensson  | Sari Essayah     |
| Stoccarda 1993 | Sari Essayah    | Ileana Salvador    | Encarna Granados |
| Göteborg 1995  | Irina Stankina  | Elisabetta Perrone | Elena Nikolaeva  |

## Marcia 10000 m
| Edizione   | Oro             | Argento              | Bronzo                 |
| ---------- | --------------- | -------------------- | ---------------------- |
| Atene 1997 | Annarita Sidoti | Vol'ha Kardapol'cava | Valjancina Cybul'skaja |

## Marcia 20 km
| Edizione                | Oro               | Argento                  | Bronzo                 |
| ----------------------- | ----------------- | ------------------------ | ---------------------- |
| Siviglia 1999           | Liu Hongyu        | Wang Yan                 | Kerry Saxby-Junna      |
| Edmonton 2001           | Olimpiada Ivanova | Valjancina Cybul'skaja   | Elisabetta Perrone     |
| Parigi Saint-Denis 2003 | Elena Nikolaeva   | Gillian O'Sullivan       | Valjancina Cybul'skaja |
| Helsinki 2005           | Olimpiada Ivanova | Ryta Turava              | Susana Feitor          |
| Osaka 2007              | Ol'ga Kanis'kina  | Tat'jana Šemjakina       | María Vasco            |
| Berlino 2009            | Olive Loughnane   | Liu Hong                 | Anisja Kirdjapkina     |
| Taegu 2011              | Liu Hong          | Anisja Kirdjapkina       | Elisa Rigaudo          |
| Mosca 2013              | Elena Lašmanova   | Anisja Kirdjapkina       | Liu Hong               |
| Pechino 2015            | Liu Hong          | Lü Xiuzhi                | Ljudmyla Oljanovs'ka   |
| Londra 2017             | Yang Jiayu        | María Guadalupe González | Antonella Palmisano    |
| Doha 2019               | Liu Hong          | Qieyang Shijie           | Yang Liujing           |
| Oregon 2022             | Kimberly García   | Katarzyna Zdziebło       | Qieyang Shijie         |
| Budapest 2023           | Maria Pérez       | Jemima Montag            | Antonella Palmisano    |

## Marcia 35 km
| Edizione      | Oro             | Argento            | Bronzo               |
| ------------- | --------------- | ------------------ | -------------------- |
| Oregon 2022   | Kimberly García | Katarzyna Zdziebło | Qieyang Shijie       |
| Budapest 2023 | María Pérez     | Kimberly García    | Antigónī Ntrismpiōtī |

## Marcia 50 km
| Edizione    | Oro            | Argento   | Bronzo               |
| ----------- | -------------- | --------- | -------------------- |
| Londra 2017 | Inês Henriques | Yin Hang  | Yang Shuqing         |
| Doha 2019   | Liang Rui      | Li Maocuo | Eleonora Anna Giorgi |

## Salto con l'asta
| Edizione                | Oro                     | Argento                      | Bronzo                          |
| ----------------------- | ----------------------- | ---------------------------- | ------------------------------- |
| Siviglia 1999           | Stacy Dragila           | Anžela Balachonova           | Tat'jana Grigor'eva             |
| Edmonton 2001           | Stacy Dragila           | Svetlana Feofanova           | Monika Pyrek                    |
| Parigi Saint-Denis 2003 | Svetlana Feofanova      | Annika Becker                | Elena Isinbaeva                 |
| Helsinki 2005           | Elena Isinbaeva         | Monika Pyrek                 | Pavla Hamáčková                 |
| Osaka 2007              | Elena Isinbaeva         | Kateřina Baďurová            | Svetlana Feofanova              |
| Berlino 2009            | Anna Rogowska           | Chelsea Johnson Monika Pyrek | Non assegnato                   |
| Taegu 2011              | Fabiana Murer           | Martina Strutz               | Svetlana Feofanova              |
| Mosca 2013              | Elena Isinbaeva         | Jennifer Suhr                | Yarisley Silva                  |
| Pechino 2015            | Yarisley Silva          | Fabiana Murer                | Nikoléta Kiriakopoúlou          |
| Londra 2017             | Aikaterinī Stefanidī    | Sandi Morris                 | Robeilys Peinado Yarisley Silva |
| Doha 2019               | Anželika Sidorova       | Sandi Morris                 | Aikaterinī Stefanidī            |
| Oregon 2022             | Katie Nageotte          | Sandi Morris                 | Nina Kennedy                    |
| Budapest 2023           | Nina Kennedy Katie Moon | Non attribuita               | Wilma Murto                     |

## Salto in alto
| Edizione                | Oro                | Argento                             | Bronzo                    |
| ----------------------- | ------------------ | ----------------------------------- | ------------------------- |
| Helsinki 1983           | Tamara Bykova      | Ulrike Meyfarth                     | Louise Ritter             |
| Roma 1987               | Stefka Kostadinova | Tamara Bykova                       | Susanne Beyer             |
| Tokyo 1991              | Heike Henkel       | Elena Elesina                       | Inha Babakova             |
| Stoccarda 1993          | Ioamnet Quintero   | Silvia Costa                        | Sigrid Kirchmann          |
| Göteborg 1995           | Stefka Kostadinova | Alina Astafei                       | Inha Babakova             |
| Atene 1997              | Hanne Haugland     | Ol'ga Kaliturina Inha Babakova      | Non assegnato             |
| Siviglia 1999           | Inha Babakova      | Elena Elesina                       | Svetlana Lapina           |
| Edmonton 2001           | Hestrie Cloete     | Inha Babakova                       | Kajsa Bergqvist           |
| Parigi Saint-Denis 2003 | Hestrie Cloete     | Marina Kupcova                      | Kajsa Bergqvist           |
| Helsinki 2005           | Kajsa Bergqvist    | Chaunté Lowe                        | Emma Green                |
| Osaka 2007              | Blanka Vlašić      | Antonietta Di Martino Anna Čičerova | Non assegnato             |
| Berlino 2009            | Blanka Vlašić      | Ariane Friedrich                    | Antonietta Di Martino     |
| Taegu 2011              | Anna Čičerova      | Blanka Vlašić                       | Antonietta Di Martino     |
| Mosca 2013              | Svetlana Školina   | Brigetta Barrett                    | Ruth Beitia Anna Čičerova |
| Pechino 2015            | Marija Lasickene   | Blanka Vlašić                       | Anna Čičerova             |
| Londra 2017             | Marija Lasickene   | Julija Levčenko                     | Kamila Lićwinko           |
| Doha 2019               | Marija Lasickene   | Jaroslava Mahučich                  | Vashti Cunningham         |
| Oregon 2022             | Eleanor Patterson  | Jaroslava Mahučich                  | Elena Vallortigara        |
| Budapest 2023           | Jaroslava Mahučich | Eleanor Patterson                   | Nicola Olyslagers         |

## Salto in lungo
| Edizione                | Oro                  | Argento                 | Bronzo                      |
| ----------------------- | -------------------- | ----------------------- | --------------------------- |
| Helsinki 1983           | Heike Drechsler      | Anișoara Cușmir-Stanciu | Carol Lewis                 |
| Roma 1987               | Jackie Joyner-Kersee | Yelena Belevskaya       | Heike Drechsler             |
| Tokyo 1991              | Jackie Joyner-Kersee | Heike Drechsler         | Larysa Berežna              |
| Stoccarda 1993          | Heike Drechsler      | Larysa Berežna          | Renata Nielsen              |
| Göteborg 1995           | Fiona May            | Niurka Montalvo         | Irina Mušailova             |
| Atene 1997              | Ljudmila Galkina     | Niki Xanthou            | Fiona May                   |
| Siviglia 1999           | Niurka Montalvo      | Fiona May               | Marion Jones                |
| Edmonton 2001           | Fiona May            | Tat'jana Kotova         | Niurka Montalvo             |
| Parigi Saint-Denis 2003 | Eunice Barber        | Tat'jana Kotova         | Anju Bobby George           |
| Helsinki 2005           | Tianna Bartoletta    | Eunice Barber           | Yargelis Savigne            |
| Osaka 2007              | Tat'jana Lebedeva    | Ljudmila Kolčanova      | Tat'jana Kotova             |
| Berlino 2009            | Brittney Reese       | Tat'jana Lebedeva       | Karin Melis Mey             |
| Taegu 2011              | Brittney Reese       | Ineta Radēviča          | Anastasija Mirončyk-Ivanova |
| Mosca 2013              | Brittney Reese       | Blessing Okagbare       | Ivana Španović              |
| Pechino 2015            | Tianna Bartoletta    | Shara Proctor           | Ivana Španović              |
| Londra 2017             | Brittney Reese       | Dar'ja Klišina          | Tianna Bartoletta           |
| Doha 2019               | Malaika Mihambo      | Maryna Bech-Romančuk    | Ese Brume                   |
| Oregon 2022             | Malaika Mihambo      | Ese Brume               | Leticia Oro Melo            |
| Budapest 2023           | Ivana Vuleta         | Tara Davis-Woodhall     | Alina Rotaru-Kottmann       |

## Salto triplo
| Edizione                | Oro                | Argento                 | Bronzo                  |
| ----------------------- | ------------------ | ----------------------- | ----------------------- |
| Stoccarda 1993          | Anna Birjukova     | Iolanda Čen             | Iva Prandževa           |
| Göteborg 1995           | Inesa Kravec'      | Iva Prandževa           | Anna Birjukova          |
| Atene 1997              | Šárka Kašpárková   | Rodica Mateescu         | Olena Hovorova          |
| Siviglia 1999           | Paraskeuī Tsiamita | Yamilé Aldama           | Olga Vasdeki            |
| Edmonton 2001           | Tat'jana Lebedeva  | Françoise Mbango Etone  | Tereza Marinova         |
| Parigi Saint-Denis 2003 | Tat'jana Lebedeva  | Françoise Mbango Etone  | Magdelín Martínez       |
| Helsinki 2005           | Trecia Smith       | Yargelis Savigne        | Anna Pjatych            |
| Osaka 2007              | Yargelis Savigne   | Tat'jana Lebedeva       | Chrysopīgī Devetzī      |
| Berlino 2009            | Yargelis Savigne   | Mabel Gay               | Anna Pjatych            |
| Taegu 2011              | Ol'ha Saladucha    | Ol'ga Rypakova          | Caterine Ibargüen       |
| Mosca 2013              | Caterine Ibargüen  | Ekaterina Koneva        | Ol'ha Saladucha         |
| Pechino 2015            | Caterine Ibargüen  | Hanna Knjazjeva-Minenko | Ol'ga Rypakova          |
| Londra 2017             | Yulimar Rojas      | Caterine Ibargüen       | Ol'ga Rypakova          |
| Doha 2019               | Yulimar Rojas      | Shanieka Ricketts       | Caterine Ibargüen       |
| Oregon 2022             | Yulimar Rojas      | Shanieka Ricketts       | Tori Franklin           |
| Budapest 2023           | Yulimar Rojas      | Maryna Bech-Romančuk    | Leyanis Pérez Hernández |

## Getto del peso
| Edizione                | Oro                            | Argento             | Bronzo                    |
| ----------------------- | ------------------------------ | ------------------- | ------------------------- |
| Helsinki 1983           | Helena Fibingerová             | Helma Knorscheidt   | Ilona Slupianek           |
| Roma 1987               | Natal'ja Lisovskaja            | Kathrin Neimke      | Ines Müller               |
| Tokyo 1991              | Huang Zhihong                  | Natal'ja Lisovskaja | Svetlana Krivelëva        |
| Stoccarda 1993          | Huang Zhihong                  | Svetlana Krivelëva  | Kathrin Neimke            |
| Göteborg 1995           | Astrid Kumbernuss              | Huang Zhihong       | Svetla Mitkova-Sınırtaş   |
| Atene 1997              | Astrid Kumbernuss              | Vita Pavlyš         | Stephanie Storp           |
| Siviglia 1999           | Astrid Kumbernuss              | Nadine Kleinert     | Svetlana Krivelëva        |
| Edmonton 2001           | Janina Karol'čyk-Pravalinskaja | Nadine Kleinert     | Vita Pavlyš               |
| Parigi Saint-Denis 2003 | Svetlana Krivelëva             | Nadzeja Astapčuk    | Vita Pavlyš               |
| Helsinki 2005           | Ol'ga Rjabinkina               | Valerie Adams       | Nadine Kleinert           |
| Osaka 2007              | Valerie Adams                  | Nadzeja Astapčuk    | Nadine Kleinert           |
| Berlino 2009            | Valerie Adams                  | Nadine Kleinert     | Gong Lijiao               |
| Taegu 2011              | Valerie Adams                  | Nadzeja Astapčuk    | Jillian Camarena-Williams |
| Mosca 2013              | Valerie Adams                  | Christina Schwanitz | Gong Lijiao               |
| Pechino 2015            | Christina Schwanitz            | Gong Lijiao         | Michelle Carter           |
| Londra 2017             | Gong Lijiao                    | Anita Márton        | Michelle Carter           |
| Doha 2019               | Gong Lijiao                    | Danniel Thomas-Dodd | Christina Schwanitz       |
| Oregon 2022             | Chase Ealey                    | Gong Lijiao         | Jessica Schilder          |
| Budapest 2023           | Chase Ealey                    | Sarah Mitton        | Gong Lijiao               |

## Lancio del disco
| Edizione                | Oro                       | Argento              | Bronzo                    |
| ----------------------- | ------------------------- | -------------------- | ------------------------- |
| Helsinki 1983           | Martina Hellmann          | Galina Murašova      | Marija Vergova-Petkova    |
| Roma 1987               | Martina Hellmann          | Diana Gansky         | Cvetanka Hristova         |
| Tokyo 1991              | Cvetanka Hristova         | Ilke Wyludda         | Larisa Michal'čenko       |
| Stoccarda 1993          | Ol'ga Burova-Černjavskaja | Daniela Costian      | Min Chunfeng              |
| Göteborg 1995           | Ėlina Z'verava            | Ilke Wyludda         | Ol'ga Burova-Černjavskaja |
| Atene 1997              | Beatrice Faumuina         | Ėlina Z'verava       | Natal'ja Sadova           |
| Siviglia 1999           | Franka Dietzsch           | Anastasia Kelesidou  | Nicoleta Grasu            |
| Edmonton 2001           | Ėlina Z'verava            | Nicoleta Grasu       | Anastasia Kelesidou       |
| Parigi Saint-Denis 2003 | Iryna Jatčanka            | Anastasia Kelesidou  | Ekateríni Voggoli         |
| Helsinki 2005           | Franka Dietzsch           | Natal'ja Sadova      | Věra Pospíšilová-Cechlová |
| Osaka 2007              | Franka Dietzsch           | Yarelys Barrios      | Nicoleta Grasu            |
| Berlino 2009            | Dani Stevens              | Yarelys Barrios      | Nicoleta Grasu            |
| Taegu 2011              | Li Yanfeng                | Nadine Müller        | Yarelys Barrios           |
| Mosca 2013              | Sandra Perković           | Mélina Robert-Michon | Yarelys Barrios           |
| Pechino 2015            | Denia Caballero           | Sandra Perković      | Nadine Müller             |
| Londra 2017             | Sandra Perković           | Dani Stevens         | Mélina Robert-Michon      |
| Doha 2019               | Yaimé Pérez               | Denia Caballero      | Sandra Perković           |
| Oregon 2022             | Feng Bin                  | Sandra Perković      | Valarie Allman            |
| Budapest 2023           | Laulauga Tausaga          | Valarie Allman       | Feng Bin                  |

## Lancio del martello
| Edizione                | Oro              | Argento            | Bronzo              |
| ----------------------- | ---------------- | ------------------ | ------------------- |
| Siviglia 1999           | Mihaela Melinte  | Ol'ga Kuzenkova    | Lisa Misipeka       |
| Edmonton 2001           | Yipsi Moreno     | Ol'ga Kuzenkova    | Bronwyn Eagles      |
| Parigi Saint-Denis 2003 | Yipsi Moreno     | Ol'ga Kuzenkova    | Manuela Montebrun   |
| Helsinki 2005           | Yipsi Moreno     | Tat'jana Lysenko   | Manuela Montebrun   |
| Osaka 2007              | Betty Heidler    | Yipsi Moreno       | Zhang Wenxiu        |
| Berlino 2009            | Anita Włodarczyk | Betty Heidler      | Martina Hrašnová    |
| Taegu 2011              | Tat'jana Lysenko | Betty Heidler      | Zhang Wenxiu        |
| Mosca 2013              | Tat'jana Lysenko | Anita Włodarczyk   | Zhang Wenxiu        |
| Pechino 2015            | Anita Włodarczyk | Zhang Wenxiu       | Alexandra Tavernier |
| Londra 2017             | Anita Włodarczyk | Wang Zheng         | Malwina Kopron      |
| Doha 2019               | DeAnna Price     | Joanna Fiodorow    | Wang Zheng          |
| Oregon 2022             | Brooke Andersen  | Camryn Rogers      | Janee' Kassanavoid  |
| Budapest 2023           | Camryn Rogers    | Janee' Kassanavoid | DeAnna Price        |

## Lancio del giavellotto
| Edizione                | Oro                 | Argento             | Bronzo             |
| ----------------------- | ------------------- | ------------------- | ------------------ |
| Helsinki 1983           | Tiina Lillak        | Fatima Whitbread    | Anna Verouli       |
| Roma 1987               | Fatima Whitbread    | Petra Felke         | Beate Peters       |
| Tokyo 1991              | Xu Demei            | Petra Felke         | Silke Renk         |
| Stoccarda 1993          | Trine Hattestad     | Karen Forkel        | Natal'ja Šikolenko |
| Göteborg 1995           | Natal'ja Šikolenko  | Felicia Ţilea       | Mikaela Ingberg    |
| Atene 1997              | Trine Hattestad     | Joanna Stone        | Tanja Damaske      |
| Siviglia 1999           | Miréla Manjani      | Tat'jana Šikolenko  | Trine Hattestad    |
| Edmonton 2001           | Osleidys Menéndez   | Miréla Manjani      | Sonia Bisset       |
| Parigi Saint-Denis 2003 | Miréla Manjani      | Tat'jana Šikolenko  | Steffi Nerius      |
| Helsinki 2005           | Osleidys Menéndez   | Christina Obergföll | Steffi Nerius      |
| Osaka 2007              | Barbora Špotáková   | Christina Obergföll | Steffi Nerius      |
| Berlino 2009            | Steffi Nerius       | Barbora Špotáková   | Marija Abakumova   |
| Taegu 2011              | Marija Abakumova    | Barbora Špotáková   | Sunette Viljoen    |
| Mosca 2013              | Christina Obergföll | Kimberley Mickle    | Marija Abakumova   |
| Pechino 2015            | Katharina Molitor   | Lü Huihui           | Sunette Viljoen    |
| Londra 2017             | Barbora Špotáková   | Li Lingwei          | Lü Huihui          |
| Doha 2019               | Kelsey-Lee Barber   | Liu Shiying         | Lü Huihui          |
| Oregon 2022             | Kelsey-Lee Barber   | Kara Winger         | Haruka Kitaguchi   |
| Budapest 2023           | Haruka Kitaguchi    | Flor Ruíz           | Mackenzie Little   |

## Eptathlon
| Edizione                | Oro                       | Argento               | Bronzo                   |
| ----------------------- | ------------------------- | --------------------- | ------------------------ |
| Helsinki 1983           | Ramona Neubert            | Sabine John           | Anke Behmer              |
| Roma 1987               | Jackie Joyner-Kersee      | Larisa Turčinskaja    | Jane Frederick           |
| Tokyo 1991              | Sabine Braun              | Liliana Năstase       | Irina Belova             |
| Stoccarda 1993          | Jackie Joyner-Kersee      | Sabine Braun          | Svetlana Buraga          |
| Göteborg 1995           | Ghada Shouaa              | Svetlana Moskalec     | Rita Ináncsi             |
| Atene 1997              | Sabine Braun              | Denise Lewis          | Remigija Nazarovienė     |
| Siviglia 1999           | Eunice Barber             | Denise Lewis          | Ghada Shouaa             |
| Edmonton 2001           | Elena Prochorova          | Natallja Sazanovič    | Shelia Burrell           |
| Parigi Saint-Denis 2003 | Carolina Klüft            | Eunice Barber         | Natallja Sazanovič       |
| Helsinki 2005           | Carolina Klüft            | Eunice Barber         | Margaret Simpson         |
| Osaka 2007              | Carolina Klüft            | Ljudmyla Blons'ka     | Kelly Sotherton          |
| Berlino 2009            | Jessica Ennis-Hill        | Jennifer Oeser        | Kamila Chudzik           |
| Taegu 2011              | Jessica Ennis-Hill        | Jennifer Oeser        | Kamila Chudzik           |
| Mosca 2013              | Hanna Kas'janova          | Brianne Theisen-Eaton | Dafne Schippers          |
| Pechino 2015            | Jessica Ennis-Hill        | Brianne Theisen-Eaton | Laura Ikauniece-Admidiņa |
| Londra 2017             | Nafissatou Thiam          | Carolin Schäfer       | Anouk Vetter             |
| Doha 2019               | Katarina Johnson-Thompson | Nafissatou Thiam      | Verena Preiner           |
| Oregon 2022             | Nafissatou Thiam          | Anouk Vetter          | Anna Hall                |
| Budapest 2023           | Katarina Johnson-Thompson | Anna Hall             | Anouk Vetter             |

## Staffetta 4×100 metri
| Edizione                | Oro | Argento | Bronzo                                                                                               |
| ----------------------- | --- | --- | --- |
| Helsinki 1983           | Germania Est Silke Möller Marita Koch Ingrid Auerswald Marlies Göhr                                                        | Gran Bretagna Joan Baptiste Kathy Smallwood-Cook Beverley Goddard Shirley Thomas                                                        | Giamaica Leleyth Hodges Jacqueline Pusey Juliet Cuthbert Merlene Ottey                               |
| Roma 1987               | Stati Uniti Alice Brown Diane Williams Florence Griffith-Joyner Pam Marshall                                               | Germania Est Silke Möller Cornelia Oschkenat Kerstin Behrendt Marlies Göhr                                                              | Unione Sovietica Irina Slyusar Natal'ja Pomoščnikova-Voronova Natalya German Olga Antonova           |
| Tokyo 1991              | Giamaica Dahlia Duhaney Juliet Cuthbert Beverly McDonald Merlene Ottey Merlene Frazer*                                     | Unione Sovietica Natalya Kovtun Galina Mal'čugina Yelena Vinogradova Irina Privalova                                                    | Germania Grit Breuer Katrin Krabbe Sabine Richter Heike Drechsler                                    |
| Stoccarda 1993          | Russia Ol'ga Bogoslovskaja Galina Mal'čugina Natal'ja Pomoščnikova-Voronova Irina Privalova Marina Trandenkova*            | Stati Uniti Michelle Finn-Burrell Gwen Torrence Wendy Vereen Gail Devers Sheila Echols*                                                 | Giamaica Michelle Freeman Juliet Campbell Nikole Mitchell Merlene Ottey Dahlia Duhaney*              |
| Göteborg 1995           | Stati Uniti Celena Mondie-Milner Carlette Guidry-White Chryste Gaines Gwen Torrence D'Andre Hill*                          | Giamaica Dahlia Duhaney Juliet Cuthbert Beverly McDonald Merlene Ottey Michelle Freeman*                                                | Germania Melanie Paschke Silke Lichtenhagen Silke Knoll Gabriele Becker                              |
| Atene 1997              | Stati Uniti Chryste Gaines Marion Jones Inger Miller Gail Devers                                                           | Giamaica Beverly McDonald Merlene Frazer Juliet Cuthbert Beverly Grant                                                                  | Francia Patricia Girard Christine Arron Delphine Combe Sylviane Félix Frédérique Bangué*             |
| Siviglia 1999           | Bahamas Savatheda Fynes Chandra Sturrup Pauline Davis-Thompson Debbie Ferguson-McKenzie Eldece Clarke-Lewis*               | Francia Patricia Girard Muriel Hurtis Katia Benth Christine Arron Fabé Dia*                                                             | Giamaica Aleen Bailey Merlene Frazer Beverly McDonald Peta-Gaye Dowdie                               |
| Edmonton 2001           | Germania Melanie Paschke Gabi Rockmeier Birgit Rockmeier Marion Wagner                                                     | Francia Sylviane Félix Frédérique Bangué Muriel Hurtis Odiah Sidibé                                                                     | Giamaica Juliet Campbell Merlene Frazer Beverly McDonald Astia Walker Elva Goulbourne*               |
| Parigi Saint-Denis 2003 | Francia Patricia Girard Muriel Hurtis Sylviane Félix Christine Arron                                                       | Stati Uniti Angela Williams Chryste Gaines Inger Miller Torri Edwards Lauryn Williams*                                                  | Russia Ol'ga Stul'neva Julija Tabakova Marina Kislova Larisa Kruglova                                |
| Helsinki 2005           | Stati Uniti Angela Daigle Muna Lee Me'Lisa Barber Lauryn Williams                                                          | Giamaica Daniele Browning Sherone Simpson Aleen Bailey Veronica Campbell-Brown Beverly McDonald*                                        | Bielorussia Julija Nescjarėnka Natallja Salahub Alena Neŭmjaržyckaja Aksana Drahun                   |
| Osaka 2007              | Stati Uniti Lauryn Williams Allyson Felix Mikele Barber Torri Edwards Carmelita Jeter* Mechelle Lewis*                     | Giamaica Sheri-Ann Brooks Kerron Stewart Simone Facey Veronica Campbell-Brown Shelly-Ann Fraser-Pryce*                                  | Belgio Olivia Borlée Hanna Mariën Élodie Ouédraogo Kim Gevaert                                       |
| Berlino 2009            | Giamaica Simone Facey Shelly-Ann Fraser-Pryce Aleen Bailey Kerron Stewart                                                  | Bahamas Sheniqua Ferguson Chandra Sturrup Christine Amertil Debbie Ferguson-McKenzie                                                    | Germania Marion Wagner Anne Cibis Cathleen Tschirch Verena Sailer                                    |
| Taegu 2011              | Stati Uniti Bianca Knight Allyson Felix Marshevet Hooker Carmelita Jeter Shalonda Solomon* Alexandria Anderson*            | Giamaica Shelly-Ann Fraser-Pryce Kerron Stewart Sherone Simpson Veronica Campbell-Brown Jura Levy*                                      | Ucraina Olesja Povch Natalija Pohrebnjak Marija Rjemjen' Chrystyna Stuj                              |
| Mosca 2013              | Giamaica Carrie Russell Kerron Stewart Schillonie Calvert Shelly-Ann Fraser-Pryce Sheri-Ann Brooks*                        | Stati Uniti Jeneba Tarmoh Alexandria Anderson English Gardner Octavious Freeman                                                         | Gran Bretagna Dina Asher-Smith Ashleigh Nelson Annabelle Lewis Hayley Jones                          |
| Pechino 2015            | Giamaica Veronica Campbell-Brown Natasha Morrison Elaine Thompson Shelly-Ann Fraser-Pryce Sherone Simpson* Kerron Stewart* | Stati Uniti English Gardner Allyson Felix Jenna Prandini Jasmine Todd                                                                   | Trinidad e Tobago Kelly-Ann Baptiste Michelle-Lee Ahye Reyare Thomas Semoy Hackett Khalifa St. Fort* |
| Londra 2017             | Stati Uniti Aaliyah Brown Allyson Felix Morolake Akinosun Tori Bowie Ariana Washington*                                    | Gran Bretagna Asha Philip Desiree Henry Dina Asher-Smith Daryll Neita                                                                   | Giamaica Jura Levy Natasha Morrison Simone Facey Sashalee Forbes Christania Williams*                |
| Doha 2019               | Giamaica Natalliah Whyte Shelly-Ann Fraser-Pryce Jonielle Smith Shericka Jackson Natasha Morrison*                         | Regno Unito Asha Philip Dina Asher-Smith Ashleigh Nelson Daryll Neita Imani Lansiquot*                                                  | Stati Uniti Dezerea Bryant Teahna Daniels Morolake Akinosun Kiara Parker                             |
| Oregon 2022             | Stati Uniti Melissa Jefferson Abby Steiner Jenna Prandini Twanisha Terry Aleia Hobbs*                                      | Giamaica Kemba Nelson Elaine Thompson-Herah Shelly-Ann Fraser-Pryce Shericka Jackson Briana Williams* Natalliah Whyte* Remona Burchell* | Germania Tatjana Pinto Alexandra Burghardt Gina Lückenkemper Rebekka Haase                           |
| Budapest 2023           | Stati Uniti Tamari Davis Twanisha Terry Gabrielle Thomas Sha'Carri Richardson Tamara Clark* Melissa Jefferson*             | Giamaica Natasha Morrison Shelly-Ann Fraser-Pryce Sashalee Forbes Shericka Jackson Briana Williams* Elaine Thompson-Herah*              | Gran Bretagna Asha Philip Imani Lansiquot Bianca Williams Daryll Neita Annie Tagoe*                  |

Legenda: * atleti che hanno preso parte solamente ai turni eliminatori.

## Staffetta 4×400 metri
| Edizione                | Oro | Argento | Bronzo |
| ----------------------- | --- | --- | --- |
| Helsinki 1983           | Germania Est Gesine Walther Sabine Busch Marita Koch Dagmar Neubauer Undine Bremer* Ellen Fiedler*                                            | Cecoslovacchia Taťána Kocembová Milena Matejkovičová Zuzana Moravčíková Jarmila Kratochvílová                                         | Unione Sovietica Yelena Korban Marina Kharlamova Irina Baskakova Marija Pinigina                                           |
| Roma 1987               | Germania Est Dagmar Neubauer Kirsten Emmelmann Petra Schersing Sabine Busch Cornelia Ullrich*                                                 | Unione Sovietica Aelita Yurchenko Ol'ga Nazarova Marija Pinigina Ol'ha Bryzhina                                                       | Stati Uniti Diane Dixon Denean Howard Valerie Brisco-Hooks Lillie Leatherwood                                              |
| Tokyo 1991              | Unione Sovietica Tat'jana Ledovskaja Ljudmyla Džyhalova Ol'ga Nazarova Ol'ha Bryzhina Anna Knoroz*                                            | Stati Uniti Rochelle Stevens Diane Dixon Jearl Miles-Clark Lillie Leatherwood Natasha Kaiser-Brown*                                   | Germania Uta Rohländer Katrin Krabbe Christine Wachtel Grit Breuer Annett Hesselbarth* Katrin Schreiter*                   |
| Stoccarda 1993          | Stati Uniti Gwen Torrence Maicel Malone-Wallace Natasha Kaiser-Brown Jearl Miles-Clark Terri Dendy* Michelle Collins*                         | Russia Elena Ruzina Tat'jana Alekseeva Margarita Ponomarëva Irina Privalova Elena Goleševa* Vera Syčugova*                            | Gran Bretagna Linda Keough Phylis Smith Tracy Goddard Sally Gunnell                                                        |
| Göteborg 1995           | Stati Uniti Kim Graham Rochelle Stevens Camara Jones Jearl Miles-Clark Nicole Green*                                                          | Russia Tat'jana Čebykina Svetlana Gončarenko Julija Sotnikova Elena Andreeva Tat'jana Zacharova*                                      | Australia Lee Naylor Renée Poetschka Melinda Gainsford-Taylor Cathy Freeman                                                |
| Atene 1997              | Germania Anke Feller Uta Rohländer Anja Rücker Grit Breuer                                                                                    | Stati Uniti Maicel Malone-Wallace Kim Graham Kim Batten Jearl Miles-Clark Michele Collins* Natasha Kaiser-Brown*                      | Giamaica Inez Turner Lorraine Fenton Deon Hemmings Sandie Richards Nadia Graham-Hutchinson*                                |
| Siviglia 1999           | Russia Tat'jana Čebykina Svetlana Gončarenko Ol'ga Kotljarova Natal'ja Nazarova Natal'ja Šarova* Ekaterina Bachvalova*                        | Stati Uniti Suziann Reid Maicel Malone-Wallace Michelle Collins Jearl Miles-Clark Andrea Anderson*                                    | Germania Anke Feller Uta Rohländer Anja Rücker Grit Breuer Anja Knippel*                                                   |
| Edmonton 2001           | Giamaica Sandie Richards Catherine Scott Debbie-Ann Parris Lorraine Fenton Michelle Burgher* Deon Hemmings*                                   | Germania Florence Ekpo-Umoh Shanta Ghosh Claudia Marx Grit Breuer                                                                     | Russia Irina Rosichina Julija Pečënkina Anastasija Kapačinskaja Olesja Zykina Natal'ja Ševcova*                            |
| Parigi Saint-Denis 2003 | Stati Uniti Me'Lisa Barber Demetria Washington Jearl Miles-Clark Sanya Richards-Ross DeeDee Trotter*                                          | Russia Olesja Zykina Julija Pečënkina Anastasija Kapačinskaja Natal'ja Nazarova Svetlana Pospelova* Svetlana Gončarenko*              | Giamaica Sandie Richards Allison Beckford Ronetta Smith Lorraine Fenton Michelle Burgher*                                  |
| Helsinki 2005           | Russia Julija Pečënkina Olesja Krasnomovec Natal'ja Antjuch Svetlana Pospelova Tat'jana Firova* Olesja Zykina*                                | Giamaica Shericka Williams Novlene Williams-Mills Ronetta Smith Lorraine Fenton                                                       | Gran Bretagna Lee McConnell Donna Fraser Nicola Sanders Christine Ohuruogu                                                 |
| Osaka 2007              | Stati Uniti DeeDee Trotter Allyson Felix Mary Wineberg Sanya Richards-Ross Monique Hennagan* Natasha Hastings*                                | Giamaica Shericka Williams Shereefa Lloyd Davita Prendergast Novlene Williams-Mills Anastasia Le-Roy*                                 | Gran Bretagna Christine Ohuruogu Marilyn Okoro Lee McConnell Nicola Sanders Donna Fraser*                                  |
| Berlino 2009            | Stati Uniti Debbie Dunn Allyson Felix Lashinda Demus Sanya Richards-Ross Natasha Hastings* Jessica Beard*                                     | Giamaica Rosemarie Whyte Novlene Williams-Mills Shereefa Lloyd Shericka Williams Kaliese Spencer*                                     | Russia Anastasija Kapačinskaja Tat'jana Firova Ljudmila Litvinova Antonina Krivošapka Natal'ja Nazarova* Natal'ja Antjuch* |
| Taegu 2011              | Stati Uniti Sanya Richards-Ross Allyson Felix Jessica Beard Francena McCorory Natasha Hastings* Keshia Baker*                                 | Giamaica Rosemarie Whyte Davita Prendergast Novlene Williams-Mills Shericka Williams Shereefa Lloyd* Patricia Hall*                   | Russia Antonina Krivošapka Natal'ja Antjuch Ljudmila Litvinova Anastasija Kapačinskaja Ksenija Ryžova* Ksenija Zadorina*   |
| Mosca 2013              | Russia Julija Guščina Tat'jana Firova Ksenija Ryžova Antonina Krivošapka Natal'ja Antjuch*                                                    | Stati Uniti Jessica Beard Natasha Hastings Ashley Spencer Francena McCorory Joanna Atkins*                                            | Gran Bretagna Eilidh Doyle Shana Cox Margaret Adeoye Christine Ohuruogu                                                    |
| Pechino 2015            | Giamaica Christine Day Shericka Jackson Stephenie McPherson Novlene Williams-Mills Anastasia Le-Roy* Chrisann Gordon*                         | Stati Uniti Sanya Richards-Ross Natasha Hastings Allyson Felix Francena McCorory Phyllis Francis* Jessica Beard*                      | Gran Bretagna Christine Ohuruogu Anyika Onuora Eilidh Doyle Seren Bundy-Davies Kirsten McAslan*                            |
| Londra 2017             | Stati Uniti Quanera Hayes Allyson Felix Shakima Wimbley Phyllis Francis Kendall Ellis* Natasha Hastings*                                      | Gran Bretagna Zoey Clark Laviai Nielsen Eilidh Doyle Emily Diamond Perri Shakes-Drayton*                                              | Polonia Małgorzata Hołub Iga Baumgart-Witan Aleksandra Gaworska Justyna Święty Patrycja Wyciszkiewicz* Martyna Dąbrowska*  |
| Doha 2019               | Stati Uniti Phyllis Francis Sydney McLaughlin Dalilah Muhammad Wadeline Jonathas Jessica Beard* Allyson Felix* Kendall Ellis* Courtney Okolo* | Polonia Iga Baumgart-Witan Patrycja Wyciszkiewicz Małgorzata Hołub Justyna Święty Anna Kiełbasińska*                                  | Giamaica Anastasia Le-Roy Tiffany James Stephenie McPherson Shericka Jackson Roneisha McGregor*                            |
| Oregon 2022             | Stati Uniti Talitha Diggs Abby Steiner Britton Wilson Sydney McLaughlin Allyson Felix* Jaide Stepter Baynes*                                  | Giamaica Candice McLeod Janieve Russell Stephenie Ann McPherson Charokee Young Stacey Ann Williams* Junelle Bromfield* Tiffany James* | Gran Bretagna Victoria Ohuruogu Nicole Yeargin Jessie Knight Laviai Nielsen Ama Pipi*                                      |
| Budapest 2023           | Paesi Bassi Eveline Saalberg Lieke Klaver Cathelijn Peeters Femke Bol Lisanne de Witte*                                                       | Giamaica Candice McLeod Janieve Russell Nickisha Pryce Stacey-Ann Williams Charokee Young* Shiann Salmon*                             | Gran Bretagna Laviai Nielsen Amber Anning Ama Pipi Nicole Yeargin Yemi Mary John*                                          |

Legenda: * atleti che hanno preso parte solamente ai turni eliminatori.